# Bohumil Modrý
Bohumil Modrý, češki hokejist, * 24. september 1916, Praga, Češka, † 21. julij 1963, Praga, Češka.
Modrý je v češkoslovaški ligi branil za klub LTC Praha. Za češkoslovaško reprezentanco je nastopil na enih olimpijskih igrah, kjer je bil dobitnik srebrne medalje, ter treh Svetovnih prvenstvih (brez olimpijskih iger), kjer je bil dobitnik dveh zlatih in ene bronaste medalje. 
Marca 1950 je bil z reprezentanco že na letalu za Svetovno prvenstvo 1950 v Londonu, kjer bi branili zlato medaljo, ko jih je aretirala tajna služba. Očitali so jim, da naj bi se na olimpijskem turnirju 1948 v Švici dogovarjali o prebegu na zahod. Dvanajst dotedanjih reprezentantov je bilo obsojenih na zaporne kazni od šestih mesecev do petnajstih let, Modrý na petnajst let zapora. 
Leta 2004 je bil sprejet v Češki hokejski hram slavnih, leta 2011 pa v Mednarodni hokejski hram slavnih.